# Roger Field
Roger C. Field (Londra, 31 luglio 1945) è un designer, inventore e chitarrista britannico.
È ideatore di più di 100 brevetti.

## Vita e opere
Field è cresciuto a Londra, a Canterbury e in Svizzera. Ha frequentato i collegi The King's School, Canterbury e l'Aiglon College a Villars-sur-Ollon.  Nel 1965 si recò in California e studiò design industriale ottenendo il diploma del California College of the Arts. Nel 1972 si trasferì in Germania.
Field è noto anche come chitarrista ed ha suonato tra gli altri con Chet Atkins, suo amico, e con Merle Travis.
La sua più nota invenzione è la Foldaxe, una chitarra elettrica pieghevole che Field ha fatto realizzare per Chet Atkins. Un'immagine della Foldaxe si trova nel libro di Atkins  Me and My Guitars.[1] Come trovata pubblicitaria Field il 30 settembre 1987 si portò una delle sue chitarre Foldaxe in un Concorde e suonò la canzone Mr.Sandman „attraverso il muro del suono“. Con questa chitarra Field ha vinto un famoso premio di design (Designer's Choice Award) negli USA. Ricevette anche una lettera di congratulazioni da Raymond Loewy.
Field ha fotografato numerosi personaggi famosi con la Foldaxe, tra gli altri. Keith Richards, Sir Mick Jagger, Sir Paul McCartney, Hank Marvin, David Copperfield e Eric Clapton. È grazie all'opera di Roger Field che Hank Marvin e Bruce Welch superarono il loro conflitto, che durava da più di 10 anni ed iniziarono una tournée di addio della loro vecchia band The Shadows prima in Gran Bretagna (2004) e poi in tutta Europa (2005).
Marcel Dadi ha composto la sua canzone Roger Chesterfield per Roger Field (CD Guitar Legend Volume 1).
Field è noto nei mass media di tutto il mondo come amico di Arnold Schwarzenegger e suo insegnante di inglese a Monaco nel 1968.